# マッドドッグマックリー
『マッドドッグマックリー』(Mad Dog McCree)は、1990年にアメリカンレーザーゲームズが制作・販売した、レーザーディスクゲーム（LDゲーム）、ガンシューティングゲームである。
日本国内ではカプコンが販売を担当しており、DVDプレイヤー版(DVD-PG)には、カプコンが販売した国内版の音声が収録されている（ただし、編集ミスのためか、一部のシーンで音声が英語のままになっている）。

## 解説
西部開拓時代を舞台にしたガンシューティングゲーム。内蔵されたレーザーディスクによって実写映像が再生され、その中で敵が銃を抜くなどの特定の瞬間に、筐体に付属されるガンコントローラーで敵を撃って倒すことでゲームを進行させていく。
敵に撃たれる、トラップなどの爆発に巻き込まれる、一般市民を誤射するなどでライフが減り、ライフがゼロになるとゲームオーバーとなる。

## ストーリー
ならず者「マッドドッグ・マックリー」とその一味が街を襲撃、市長と娘が彼に連れ去られ、街の保安官も牢屋に閉じ込められてしまった。
街を訪れた「流れ者（プレイヤー）」は、保安官を救出し、マッドドッグとその一味から市長と娘を奪還しなくてはならない。

## プレイヤーの銃について
初期段階での装弾数は6発で、リロード（弾の再装填）はガンコントローラーをホルスターにしまう（実際にはガンコントローラーを下に向けることでリロードが可能）ことによって行われる。
ゲームシーン上に存在する牛の頭蓋骨や痰壺を撃つことで、予備の弾丸が追加される（一時的に装弾数が12発に増えるが、リロード動作で追加分の弾丸を補充することは出来ない）。
また、序盤4ステージ終了後、銃の装弾数が12発になる（牛の頭蓋骨や痰壺を撃っても、リロードされるだけで装弾数が増えることはない）。

## 早撃ちによる決闘シーン
ゲーム中、ステージクリア後やコンティニュー後、ラストボスのマッドドッグ戦などで、早撃ちによる決闘シーンが挿入される。
この決闘シーンでは、強制的に弾倉が空の状態となり、銃を抜くべき時が来るまではリロードを一切行うことが出来ない。
銃を抜くべき時が来るとリロードが可能となり、弾が装填された後に素早く敵を撃つ必要がある。

## ステージ構成
射撃訓練
ゲームをスタートさせると、最初に、ガラス瓶を撃つ射撃訓練が始まる。
街の入り口
射撃訓練終了後、街を訪れた「流れ者（プレイヤー）」に山師が助けを求めてくる。
山師が重要な情報を言おうとした瞬間、口封じのために悪党が現れるため、プレイヤーは、山師が撃たれてしまう前に悪党を素早く倒す必要がある。

山師のシーンが終了した後、「酒場」「保安官オフィス」「牧場」「銀行」の4つのステージから1つを選択することになる。
酒場
酒場では、「片目のジャック」とその仲間を倒し、保安官が囚われている牢屋の鍵を手に入れることが目的となる。
酒場内の悪党を全滅させると、酒場の主人からマッドドッグについての情報を得ることが出来る。
保安官オフィス
保安官オフィスでは、牢屋に閉じ込められた保安官を助けることが目的となる。そのため、酒場で鍵を手に入れなければ保安官を助けることが出来ない。
保安官を救出後、3人の悪党と戦闘することになるが、その際、保安官が敵の1人と相打ちとなり、一味のアジトの地図の場所について言い残して死亡する。
牧場
牧場では、入り口に現れる敵を倒した後、納屋の内部でランダムに出現する敵と戦闘、最後に馬に乗った敵を倒すことがゴールとなる。
銀行
銀行では、ランダムに出現する敵と戦闘、銀行強盗を退治することが目的となる。
銀行強盗を倒すと、樽の後ろに隠れていた市民から、マッドドッグのアジトについての情報を得ることが出来る。

序盤の1ステージをクリアすると、「山師」「金鉱」「隠れ家への道」の3ステージから1つを選択することになる。
山師
山師が火薬樽に縛り付けられ、爆弾の導火線にマッドドッグマックリーが火を付けて立ち去る。プレイヤーは、素早く爆弾の導火線を撃ち、山師を救わなければならない。
時間内に導火線を撃てなかったり、山師が縛られた火薬樽を撃ってしまうと、プレイヤーは爆発に巻き込まれてライフを1つ失うことになる。
金鉱
金鉱に入り、マッドドッグの隠れ家への地図を手に入れなければならないが、入り口には縄張り荒らし除けのブービートラップが仕掛けられており、トラップを解除するためには、複数のオブジェクト（看板、金の選り分け皿、干し草フォークなど）の中から、ランタンと山師が指定するオブジェクト1つ（指定するものは毎回ランダムである）撃つ必要がある。
指定するオブジェクトを時間内に撃てなかったり、金鉱に入る前に山師を助けていないと、トラップが発動して爆発、ライフを1つ失うことになる。
トラップを解除すると、隠れ家への地図が表示された後、山師が空に投げるガラス瓶を撃って割るボーナスステージに突入する。
隠れ家への道
隠れ家への道を選ぶと、分かれ道を示す標識が表示され、プレイヤーは、右と左の標識のどちらかを撃って、正しい進路を選択しなければならない。
進路を間違えたり、先に隠れ家への地図を手に入れていないと、待ち構えている大量の悪党に問答無用で蜂の巣にされ（阻止不能）、ライフを1つ失ってしまう。
正しい進路を選ぶと、待ち構えた悪党との戦闘の後、再び分かれ道を示す標識が表示される。
マッドドッグの隠れ家に辿り着くまで、「分かれ道→戦闘」という流れが繰り返される。
マッドドッグの隠れ家
プレイヤーは、銀行強盗を倒した際に市民から教えてもらった情報を頼りに、隠れ家の中へ侵入する。選択を誤ると、隠れていた敵から撃たれて（阻止不能）ライフを1つ失ってしまう。
正しい入り口を選択すると、数人の悪党と戦闘、その後、小屋の煙突を壊して中にいる人間をあぶり出す必要がある。その後、小屋の中か出てくる悪党たちに続いて、市長が飛び出してくる。

最後のシーンで煙が充満した小屋の内部に潜む敵を倒すと、マッドドッグが市長の娘を連れ、「街で会おう」という置き手紙を残して隠れ家を去る。
街の大銃撃戦
街に帰還後、複数の窓からランダムに現れる敵との戦闘に入る。
全ての敵を倒すと、マッドドッグ・マックリーとの決闘になる。
最後の決闘
このゲームのラストボスのマッドドッグ・マックリーとの戦闘。彼は防弾チョッキを付けているため、胴体への攻撃は無効となる。
彼を倒すには、まずは彼が抜いた銃を撃ち落とし、彼が予備の銃に持ち替える間に、弱点である頭部を撃つ必要がある。
マッドドッグを倒すと、市長の娘が無事救出されエンディングとなる。

## 関連作品
- 1992年には続編の「マッドドッグ2 THE・ロスト・ゴールド」が発売された。
- 日本国外では3DOやメガCD、MS-DOSなどの機種に移植され、アメリカンレーザーゲームズ倒産後、デジタルレジャー社によってWindows、DVD、Wii、PlayStation 3、iOSなどに移植された。